# HD 222582 b
HD 222582 bはHD 222582の周囲を公転する、木星質量の7倍の質量を持つ太陽系外惑星である。軌道長半径1.35天文単位の軌道を572日間かけて公転する。既知の惑星の中で軌道離心率が最も大きいものの1つである。
| 木星 | HD 222582 b |
| ---- | ----------- |
| 木星 | Exoplanet   |